# Istituto per la Propaganda della Cultura Italiana

L'Istituto per la Propaganda della Cultura Italiana (Institut pour la Propagation de la Culture Italienne), dite aussi : IPCI, est une maison d'édition, fondée le 14 mars 1920 par le philosophe et éditeur Angelo Fortunato Formiggini. Le conseil d'administration comprend beaucoup de noms parmi les plus illustres de la culture italienne.

## Histoire de l'Istituto per la Propaganda della Cultura Italiana

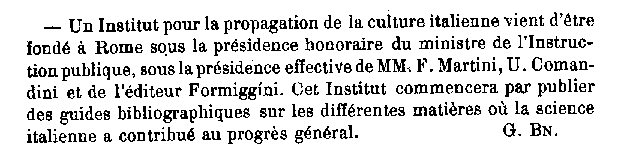
Annonce en 1920 de la fondation de l'Istituto per la Propaganda della Cultura Italiana.

Un certain temps après sa fondation, sur proposition du ministre Giovanni Gentile, un Regio Decreto (Décret royal) du 21 novembre 1921 élève l'IPCI au rang d'Ente Morale (personne morale). Puis, sur la suggestion de Gentile, l'IPCI change de nom et devient la Fondazione Leonardo per la Cultura Italiana (Fondation Léonard pour la Culture Italienne). Le président du Conseil d'administration est Ferdinando Martini, qui a soutenu le projet de Formiggini de réaliser une Grande Enciclopedia Italica (Grande Encyclopédie Italica). Elle doit comprendre 18 volumes, ce qui devrait faire d'elle une réalisation culturelle italienne de premier plan.
Sa réalisation est empêchée par le ministre Giovanni Gentile qui organise la liquidation de la Fondazione Leonardo per la Cultura Italiana. Il ordonne une enquête administrative qui conduit à l'éviction de Formiggini en 1923. Puis en 1925, il fait absorber la Fondazione Leonardo per la Cultura Italiana par l'Istituto Nazionale Fascista di Cultura (Institut National Fasciste de la Culture) dont il est le président. 
Pendant ce temps le sénateur Treccani degli Alfieri avec Tuminelli et Treves lance une encyclopédie, qui est ensuite gérée par l'Istituto dell'Enciclopedia Italiana (Institut de l'Encyclopédie italienne).
Ce projet aboutit à la réalisation de l'Enciclopedia Italiana di scienze, lettere ed arti (Encyclopédie Italienne des Sciences, Lettres et Arts), couramment appelée la Treccani. Son premier directeur scientifique est Gentile.
En réaction à sa mésaventure encyclopédique, Formiggini écrit et publie une satire amère et moqueuse contre Gentile qui a favorisé Treccani : La ficozza filosofica del fascismo e la marcia sulla Leonardo (La bosse philosophique du fascisme et la marche sur la (Fondation) Leonardo).

## Liens
- Notices d'autorité :   - VIAF